# Gonâvský záliv
Gonâvský záliv (francouzsky: Golfe de la Gonâve) je velký záliv na západním pobřeží Haiti. Hlavní město Port-au-Prince leží na pobřeží zálivu. Ostatní města na pobřeží zálivu jsou Gonaïves, Saint-Marc, Miragoâne a Jérémie. Největším ostrovem v zálivu je La Gonâve dalším menším souostrovím jsou Les Cayemites.